# Stefan Höltgen
Stefan Höltgen (* 1971 in Northeim) ist ein deutscher Medienwissenschaftler und Journalist.

## Tätigkeit
Höltgen studierte von 1996 bis 2000 an der Friedrich-Schiller-Universität Jena in den Disziplinen Germanistik, Philosophie, Soziologie und Medienwissenschaften. Seine Promotionsschrift (2009, an der Rheinischen Friedrich-Wilhelms-Universität in Bonn) trägt den Titel Medien- und Gewaltdiskurse im authentischen Serienmörderfilm. Seit 2011 forscht er im Fach Medienwissenschaften an der Humboldt-Universität in Berlin und wurde im März 2020 im Fach Informatik mit der Dissertation Archäologie der frühen Mikrocomputer und ihrer Programmierung promoviert. Sein Schwerpunkt ist die Archäologie und Programmierung der frühen Mikrocomputer. Von 2007 bis 2012 war er Mitarbeiter beim freien Forschungsverbund Post-apocalypse Studies. 2016/2017 hatte er eine Vertretungsprofessur an der Universität Paderborn. 2023/2024 war er Professor für Game Design und Game Studies an der SRH Hochschule Heidelberg. 2024/2025 war er Vertretungsprofessor an der Martin-Luther-Universität Halle-Wittenberg.
Höltgen arbeitet auch als Journalist und Publizist. Neben seinen Schriften veröffentlicht er seit langem Kritiken zu Filmen und Videospielen, Rezensionen und Essays mit den Schwerpunkten Film, Medien, Kultur und Technik. Er schrieb unter anderem für epd Film, Der Schnitt, telepolis, Internationales Archiv für Sozialgeschichte der deutschen Literatur und literaturkritik.de. Höltgen war von 2001 bis 2011 Chefredakteur der Filmfachzeitschrift F.LM – Texte zum Film. Von 2013 bis 2015 war er Chefredakteur des Magazins RETRO.
Im Projektverlag verantwortet er als Mit-Herausgeber eine Buchreihe rund um Computerarchäologie und Retrocomputing. Dort ist von ihm 2016 das Buch RESUME erschienen, das zugleich der Katalog zum Oldenburger Computer-Museum ist. Seit 2014 kuratiert er das Vintage Computing Festival Berlin.
Höltgen ist Mitglied der Gesellschaft für Informatik sowie beim Digital Humanities im deutschsprachigen Raum e. V., wo er Convenor für die Arbeitsgruppe Spiele ist.

## Schriften (Auswahl)
Als Autor
- Spiegelbilder: Strategien der ästhetischen Verdopplung in den Filmen von David Lynch. Kovač, Hamburg 2001, ISBN 3-8300-0276-9.
- Schnittstellen. Serienmord im Film (Marburger Schriften zur Medienforschung 16), Schüren, Marburg 2010, ISBN 978-3-89472-555-6.
- Resume: Hands-on Retrocomputing. Projektverlag, Bochum/Freiburg 2016, ISBN 978-3-89733-396-3.
- OPEN HISTORY. Archäologie der frühen Mikrocomputer und ihrer Programmierung. Dissertation. Berlin 2020. Online.
- >OPEN HISTORY_ Archäologie des Retrocomputings. Kadmos, Berlin 2022, ISBN 978-3-86599-475-2.

Als Herausgeber
- Lexikon der Postmoderne: von Abjekt bis Žižek, Projektverlag, Bochum/Freiburg 2010, ISBN 978-3-89733-209-6.
- Killer-Culture: Serienmord in der populären Kultur. Bertz und Fischer, Berlin 2010, ISBN 978-3-86505-399-2.
- This is the end …: mediale Visionen vom Untergang der Menschheit. Projektverlag, Bochum/Freiburg 2011, ISBN 978-3-89733-247-8.
- Sick humor. Projektverlag, Bochum/Freiburg 2011, ISBN 978-3-89733-232-4.
- Shift – Restore – Escape: Retrocomputing und Computerarchäologie. CSW-Verlag, Winnenden 2014, ISBN 978-3-941287-70-9.
- Heiße Drähte: Medien im Kalten Krieg. Projektverlag, Bochum/Freiburg 2014, ISBN 978-3-89733-345-1.
- Time to Play: Zeit und Computerspiel. Hülsbusch, Glückstadt 2016, ISBN 978-3-86488-097-1.
- Medientechnisches Wissen Band 1: Logik, Informations- und Speichertheorie. De Gruyter Oldenbourg, Berlin/Boston 2017, ISBN 978-3-11-047748-1.
- Medientechnisches Wissen Band 2: Informatik, Programmieren, Kybernetik. De Gruyter Oldenbourg, Berlin/Boston 2018, ISBN 978-3-11-049624-6.
- Medientechnisches Wissen Band 3: Mathematik, Physik, Chemie. De Gruyter Oldenbourg, Berlin/Boston 2020, ISBN 978-3-11-049626-0.
- Medientechnisches Wissen Band 4: Elektronik, Elektronik-Praxis, Computerbau. De Gruyter Oldenbourg, Berlin/Boston 2022, ISBN 978-3-11-058179-9.
- Hello, I'm ELIZA. 50 Jahre Gespräche mit Computern. Projektverlag, Bochum 2018, ISBN 978-3-89733-467-0. (2. Auflage 2023, ISBN 978-3-89733-588-2.)